# 中華基督教會基慧小學

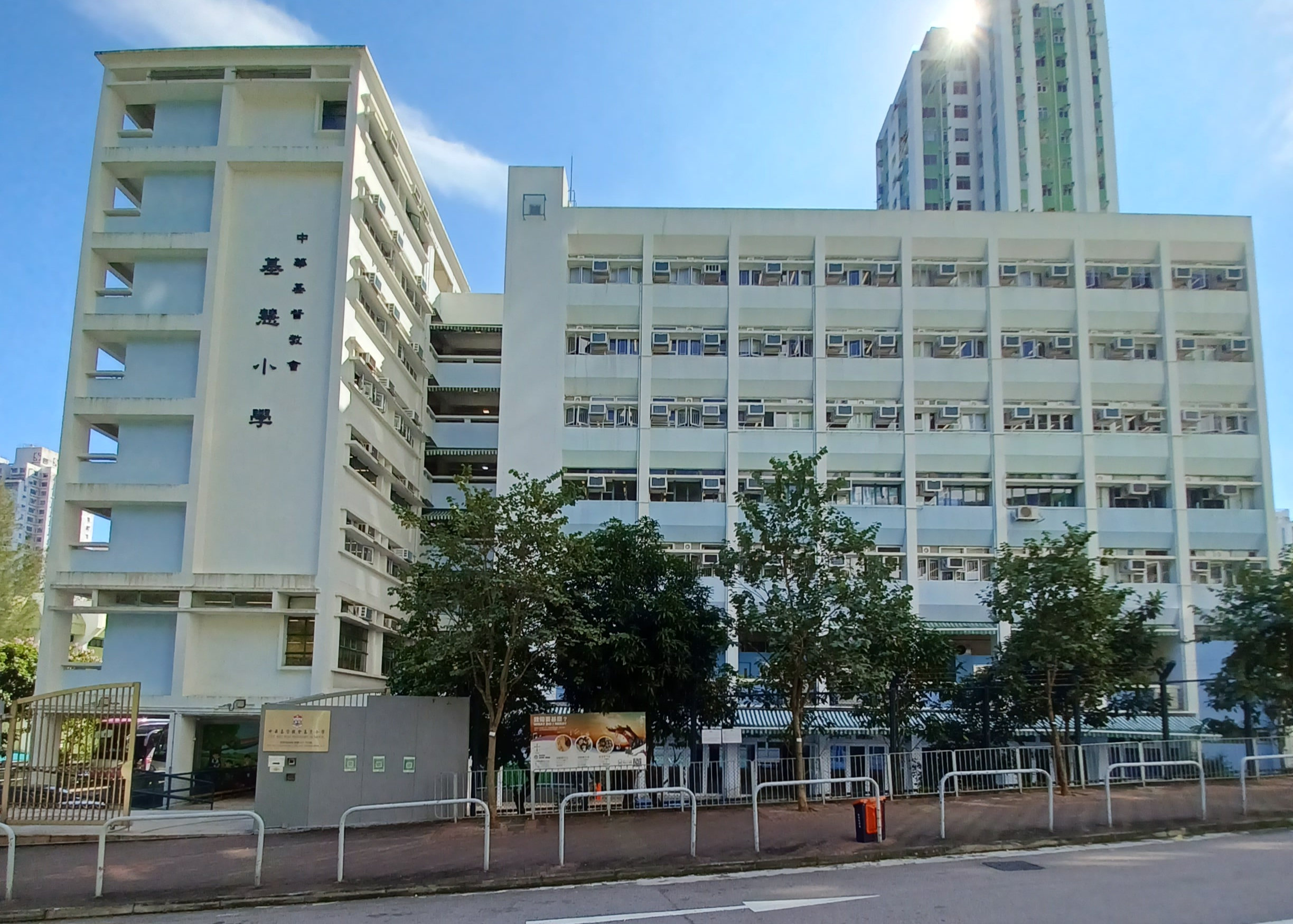
中華基督教會基慧小學

中華基督教會基慧小學（英語：CCC Kei Wai Primary School）是香港一間津貼小學，位於荃灣區，於1983年創立，2003年轉為全日制。

## 歷史
此校於1982年起籌辦，至1983年率先創立上午校，初年為一所半日制小學；而下午校則於翌年才開辦。
自1999年起，此校已有意分拆為兩間全日制小學，並於2001年成功投得一所位於珀麗灣的擬建校舍。兩年後，隨著該校舍竣工，下午校隨即遷入，成為中華基督教會基慧小學（馬灣）；而上午校則繼續於現址辦學，同樣實行全日制。

## 校政管理

### 歷任校監
- 馮壽松 先生[3]
- 李錦昌 先生

### 歷任校長

#### 上午校
- 岑國康 先生（1983年-1993年，創校校長，兼下午校校長）[1]
- 王玉棠 先生（1993年-1995年，後調至同系協和小學下午校）[4]
- 陳自端 先生（1995年-2003年，末任上午校校長，原為同系全完第一小學校長）

#### 下午校
- 張月茜 女士（沒有上任，候任期間調至同系基秀小學上午校）[5]
- 岑國康 先生（1984年-1987年，創校校長，由上午校校長兼任）
- 張國綱 先生（1987年-1988年）
- 劉柱成 先生（1988年-1995年，原為同系基理小學校長）
- 程陳仲珍 女士（1995年-？，曾任同系基全小學及基順學校主流部校長；2004年逝世）
- 關潔文 女士（？-2003年，末任下午校校長，後隨下午校分拆）[6]

#### 全日
- 陳自端 先生[3]（2003年-2006年）
- 辛列有 先生（2006年-？年）[7]
- 何麗雯 女士
- 宗志深 先生

## 外部連結
- 中華基督教會基慧小學